# Lepnik zwyczajny
Lepnik zwyczajny (Lappula squarrosa (Retz.) Dumort.) – gatunek rośliny z rodziny ogórecznikowatych.

## Rozmieszczenie geograficzne
Główny obszar jego występowania to Prowincja Pontyjska. Rozprzestrzenił się jednak i obecnie występuje także w niemal całej Europie (brak go na wyspach brytyjskich), Ameryce Północnej (USA i Kanada), niektórych regionach Ameryki Środkowej, Azji, Afryki i Australii. W Polsce jest gatunkiem nieczęstym; rośnie w rozproszeniu na terenie całego kraju, głównie na niżu i w niższych położeniach górskich. Status gatunku we florze Polski jest niejasny, według niektórych źródeł jest gatunkiem rodzimym, według innych archeofitem lub kenofitem.

## Morfologia

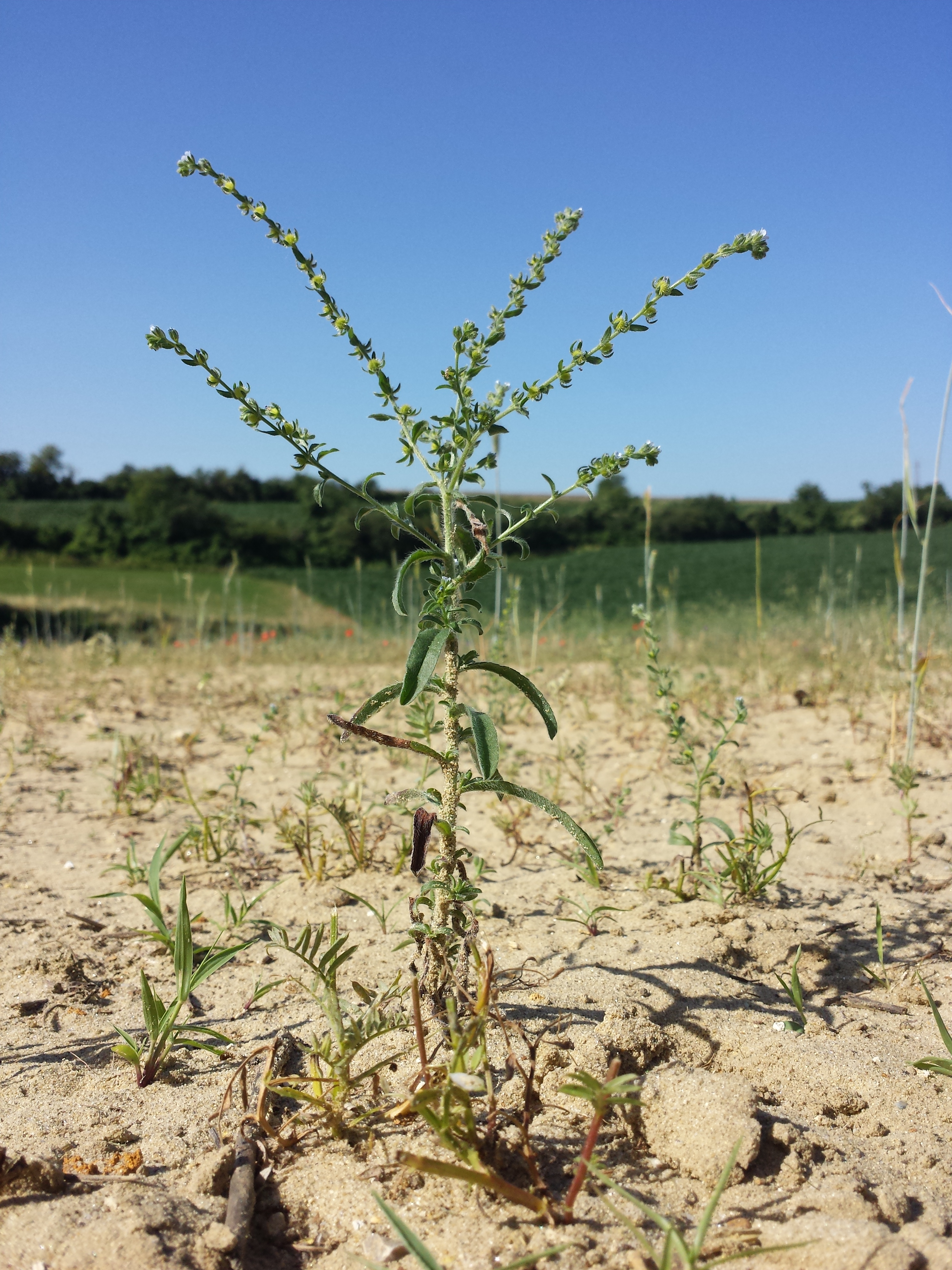
Pokrój

ŁodygaO wysokości 20–70 cm, szorstko białawo owłosiona, gałęzista w górnej części, o skośnie odstających gałązkach.
LiścieUlistnienie skrętoległe. Dolne liście łopatkowate, na ogonkach. Szybko zamierają. Górne liście równowąskolancetowate i siedzące.
KwiatyDrobne, krótkoszypułkowe, błękitne i zebrane w kwiatostan zwany skrętkiem. Kielich złożony z 5 rozciętych prawie do nasady równowąskolancetowatych działek. Długa i lejkowata Korona ma 5 zaokrąglonych łatek, a wewnątrz rurki trójkątne i brodawkowate osklepki. Słupek 1, pręcików 5.
OwocRozłupnia o średnicy 3–4 mm. Rozłupki brodawkowane, z dwoma lub trzema szeregami kolców na brzegu. Kolce około dwa razy krótsze od szerokości rozłupni.
Gatunki podobneW Polsce jako efemerofity występują jeszcze dwa gatunki: lepnik odgiętoowockowy (Lappula deflexa) i różnokolcowy (L. heteracantha). Lepnik odgiętoowockowy ma szypułki odgięte podczas kwitnienia, kolce na owocu w jednym rzędzie, dołem zrośnięte w błoniaste skrzydełko, a kielich krótszy od owocu. U lepnika różnokolcowego kolce na owocu są w jednym rzędzie, wolne, niezrośnięte nasadami, kielich w czasie w czasie kwitnienia ma długość 2-3 mm, w czasie owocowania 3-4 mm.

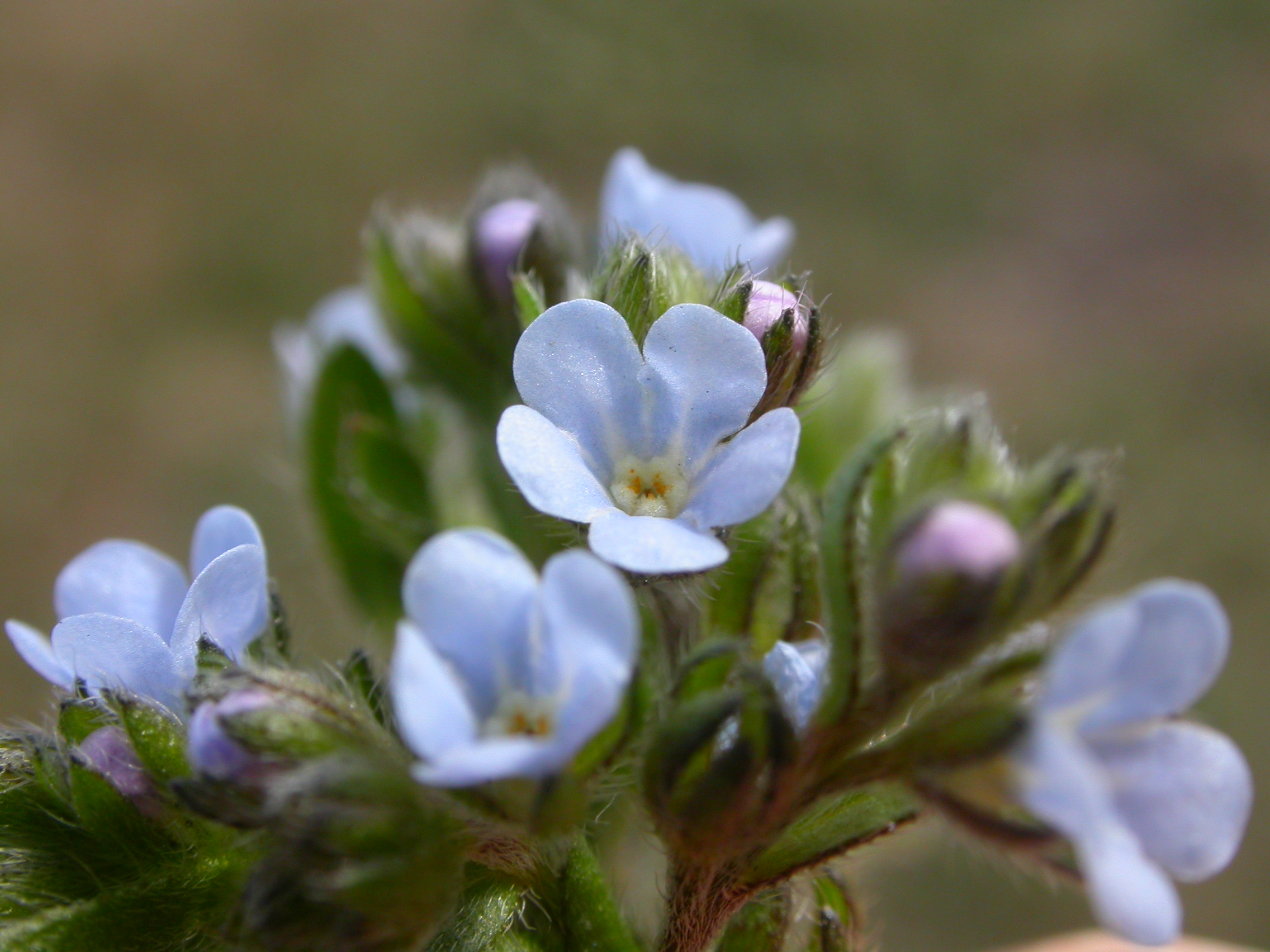
Kwiaty
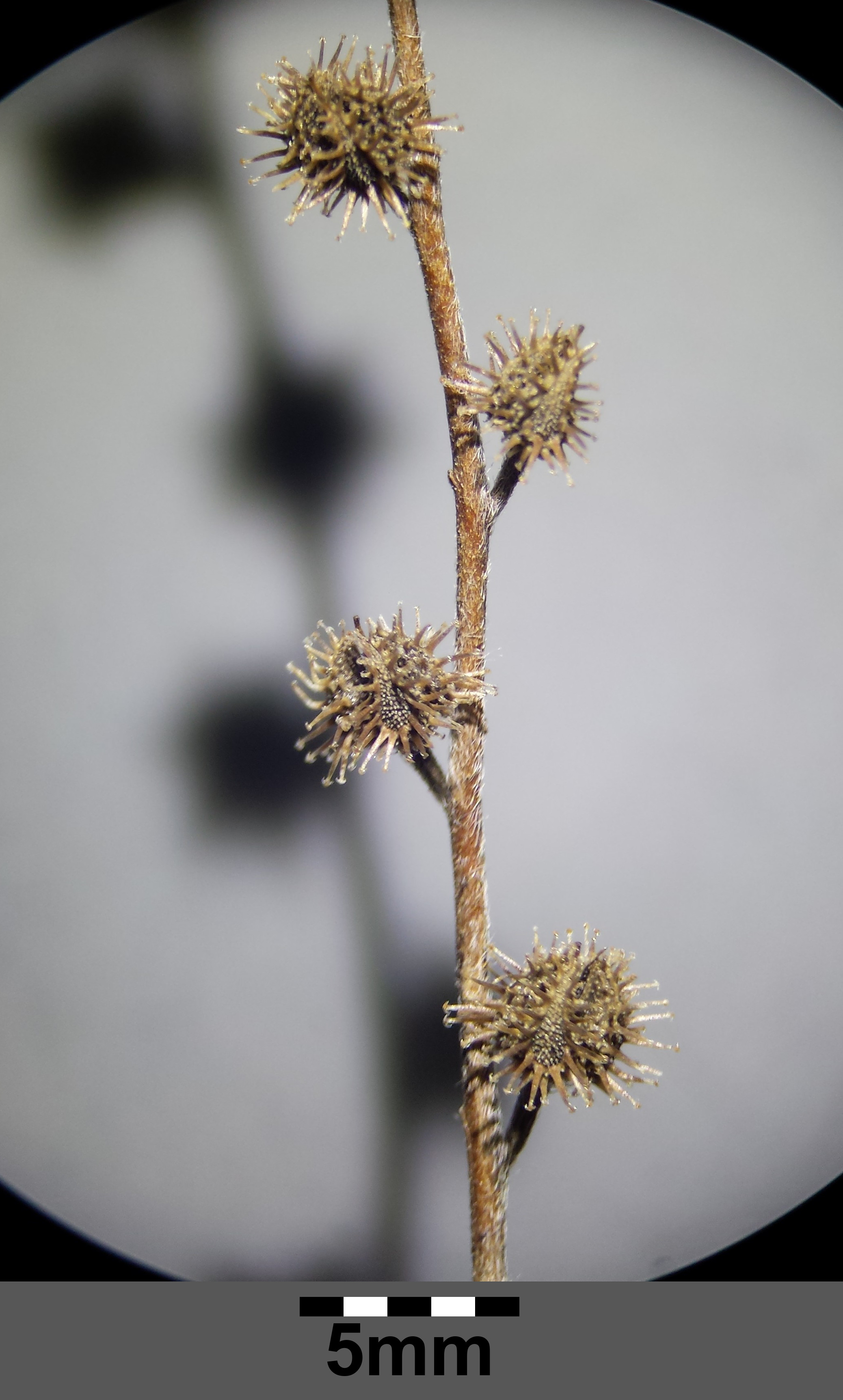
Owoce
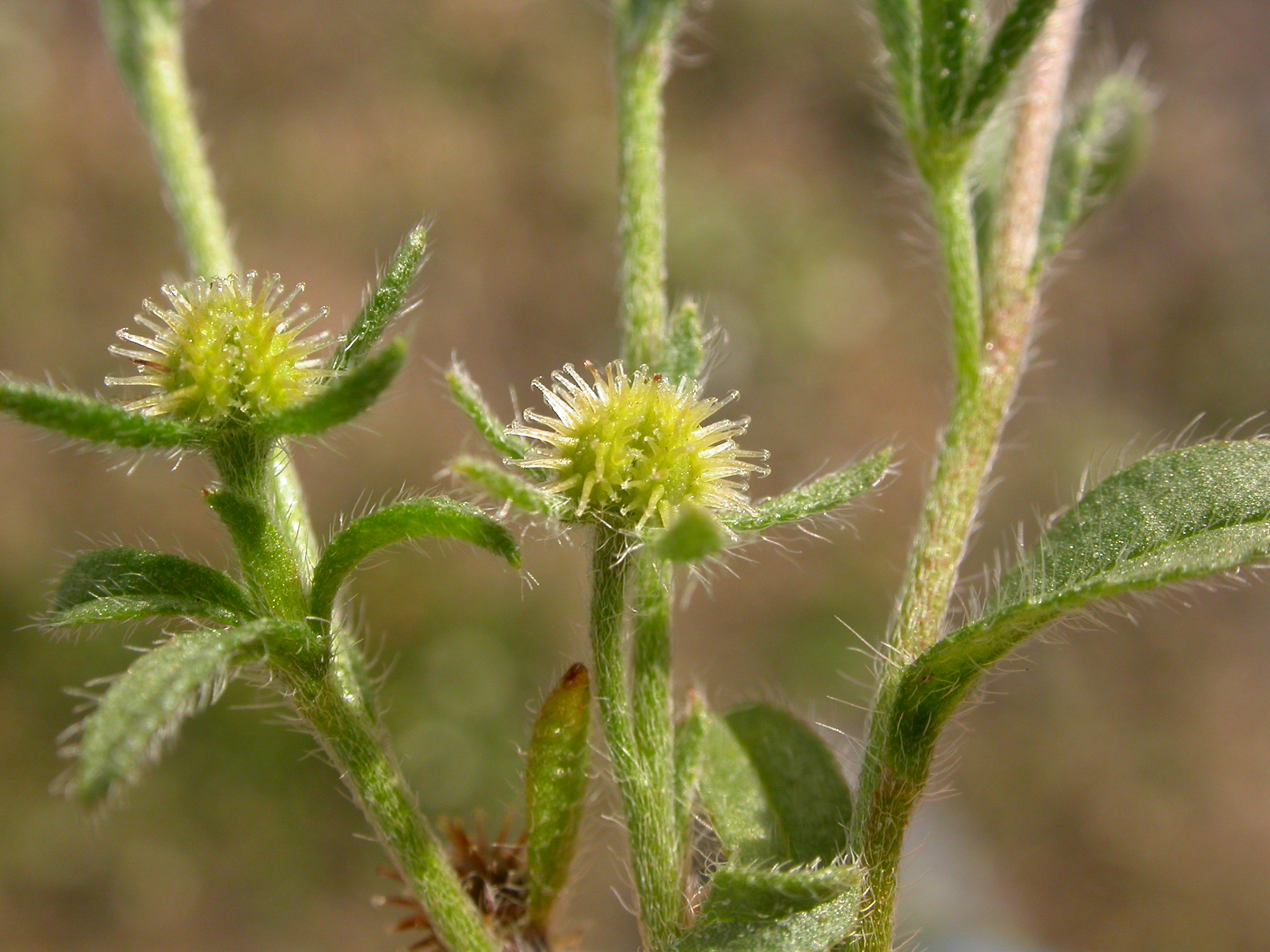
Owoce
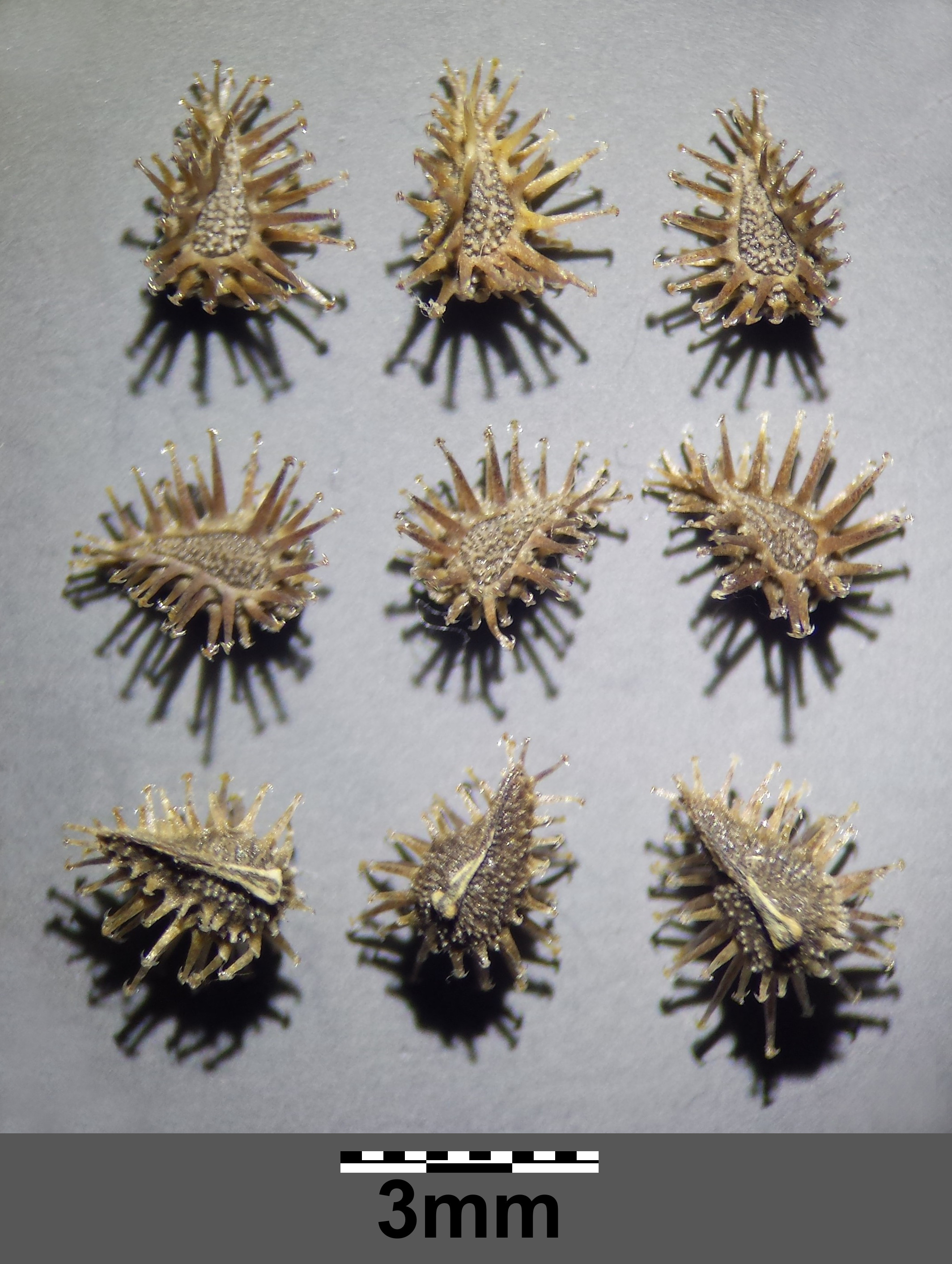
Owoce

## Biologia i ekologia
RozwójRoślina jednoroczna lub dwuletnia. Kwitnie od maja do sierpnia. Nasiona rozsiewane są przez zwierzęta, przyczepione do ich sierści (epizoochoria), stąd też roślina ta często występuje w pobliżu ich nor. Kiełkują nie tylko w wilgotnej glebie, ale także podczas suchego przechowywania.
SiedliskoRośnie na siedliskach ruderalnych; na przydrożach, ugorach i nieużytkach, ale także na skarpach i w murawach kserotermicznych.
GenetykaLiczba chromosomów 2n = 48.

## Zagrożenia i ochrona
Roślina umieszczona na polskiej czerwonej liście w kategorii NT (bliski zagrożenia).